# Elrey Borge Jeppesen

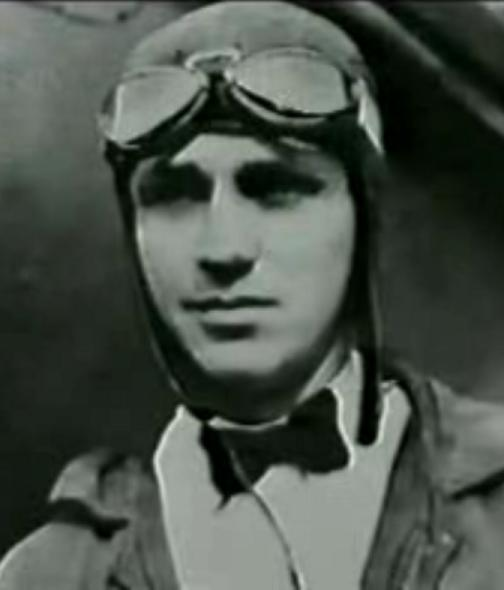
Elrey B. Jeppesen

Elrey Borge Jeppesen (ur. 28 stycznia 1907 w Lake Charles w stanie Luizjana, zm. 26 listopada 1996 w Denver w Kolorado) – amerykański pionier lotnictwa.
Opracował system map lotniczych, tzw. "Jepp charts" (w miejsce używanych do tej pory przez pilotów atlasów drogowych), znacznie podnoszący poziom bezpieczeństwa lotów. Założył własne wydawnictwo Jeppesen Sanderson, istniejące do dzisiaj i będące w praktyce monopolistą w dostarczaniu liniom lotniczym i morskim materiałów nawigacyjnych. Jego imię nosi jeden z terminali portu lotniczego w Denver.